# Ernie O'Malley
Ernie O'Malley (irlandés:en irlandés: Earnán Ó Maille; nacido Ernest Bernard Malley; 26 de mayo de 1897– 25 de marzo de 1957) fue un oficial del Ejército Republicano irlandés (IRA) durante la Guerra irlandesa de Independencia y comandante del IRA anti-Tratado durante la Guerra Civil . Escribió tres libros, On Another Man's Wound, The Singing Flame, y Raids and Rallies. El primero narra sus primeros años y su papel en la Guerra de Independencia, mientras los segundas cubren la Guerra Civil.

## Primeros años
Nació como Ernest Bernard Malley, en Castlebar, Condado de Mayo, el 26 de mayo de 1897. Pertenecía a una familia católica de clase media-baja y era el segundo de once hermanos. Su padre, Luke Malley, era un oficinista con tendencias políticas nacionalistas y conservadoras y apoyaba al Partido Parlamentario irlandés. Su madre era Marion Malley (nee Kearney). Los Malley vivían frente a un cuartel de la RIC, y Ernie recordaría después las relaciones cordiales de la familia con el RIC, diciendo que los policías asentían cortésmente con la cabeza cuando se cruzaban con su padre. Un primo carnal de Ernie, Gilbert Laithwaite, sería embajador británico en Irlanda en los años50.
Los Malleys se mudaron a Dublín cuándo Ernie era todavía un niño y, según el censo de 1911, vivían en el 7 de Iona Drive, Glasnevin. Su hermano mayor, Frank, se unió al Ejército cuando estalló la Primera Guerra Mundial. O'Malley estudiaba medicina en el University College Dublín en 1916 cuando el Levantamiento de Pascua sacudió la ciudad, y varios amigos unionistas intentaron convencerle para que defendiera el Trinity College, si los rebeldes intentaban tomarlo. Tras meditarlo, decidió unirse con el bando rebeldes y él y un amigo dispararon a las tropas británicas con un Mauser proporcionado por la Liga gaélica. Ernie se unió a la Compañía F, 1.º batallón, Brigada de Dublín, ya que su base estaba al norte del Liffey. La compañía pasó de tener solamente 12 hombres a 60 durante 1916. Collins, De Valera, y O'Hegarty visitaron el aula de entrenamiento, oculto en el 25 de Parnell Square.

## Carrera en el IRA

### Guerra de Independencia
Tras el Levantamiento, O'Malley se convirtió en activista y se implicó profundamente en el republicanismo, un hecho que tuvo que ocultar a su familia, muy cercana a posturas más tradicionales. En 1917, se unió a los Voluntarios Irlandeses y también a la Conradh na Gaeilge. Durante los disturbios de Westmoreland Street, robó una porra de la policía  robe  batuta de un policía, y se ocultó en Fairview.
Abandonó sus estudios y trabajó como organizador de manera exclusiva para el IRA a partir de 1918: un trabajo que le llevó a casi todos los rincones de Irlanda. En una ocasión asistió a una reunión semi-pública de los Voluntarios del Úlster en Tyrone como informador, lamentando que hombres como aquellos fueran opuestos a sus ideales.
La dirección del IRA envió entonces a O'Malley al Auxiliar del Jefe del Estado Mayor, Dick Mulcahy en Dungannon. Fue nombrado 2.º Teniente  del distrito de Coalisland. El Sinn Féin se oponía en un primer momento al reclutamiento, organizando un boicot masivo a la política del gobierno de Dublín. O'Malley se escondió en Tullamore donde conoció a Austin Stack y Darrell Figgis.
En Philipstown fue detenido por la RIC. Después, fue enviado desde Athlone a Roscommon, donde tuvo un altercado con la policía. En su huida fue herido por la RIC al cruzar un puente sobre el río Suck, en Galway. Pasó de nuevo a Roscommon y se ocultó en las montañas. Espió al Mariscal Lord French en Rockingham House en una tarea peligrosa para el IRA, cerca de Carrick.
Aunque dependiente oficialmente de la Ejecutiva del IRA, O'Malley recibió el encargo de entrenar a las unidades rurales del IRA por todo el país una vez iniciada a guerra. En febrero de 1920, Eoin O'Duffy y O'Malley dirigieron un ataque del IRA sobre el cuartel de la Real Policía Irlandesa (RIC) en Ballytrain, condado de Monaghan, y consiguieron tomarlo. Fue la primera captura de un cuartel de la RIC en la guerra.
En septiembre, O'Malley y Liam Lynch estaban al mando de la 2.ª Brigada de Cork durante la única captura de un cuartel de Ejército británico en la guerra, en Mallow. Se hicieron con un cargamento de rifles, dos ametralladoras Hotchkiss y munición. En represalia, algunos de los edificios de las principales calles, incluyendo el Ayuntamiento, fueron incendiados por el Ejército británico. Los soldados fueron finalmente controlados por miembros de la División Auxiliar de la RIC.
Fue capturado por los británicos en Kilkenny en diciembre de 1920, y encontrado en posesión de una pistola. Muy a su pesar, no consiguió destruir sus notas, con información sobre varios miembros de la 7.ª Brigada de Kilkenny Oeste, que fueron posteriormente arrestados. En su detención, dio el nombre de Bernard Stewart. Habiendo recibido una mala paliza durante su interrogatorio en el Castillo de Dublín y ante el riesgo de ser ejecutado, consiguió huir de Kilmainham Gaol el 21 de febrero de 1921 junto con otros miembros del IRA como Frank Teeling y Simon Donnelly, con la ayuda de un soldado que era también republicano. O'Malley fue puesto al frente de la Segunda División Sur del IRA en Munster, operando en Limerick, Kilkenny y Tipperary.

### Guerra civil
O'Malley se opuso al Tratado Anglo-irlandés que formalmente puso fin a la "Guerra Parda" (el nombre que´el y muchos anti-Tratado usaban para referirse a la Guerra de Independencia), objetando cualquier acuerdo cuyo resultado no fuera una República irlandesa independiente, mucho menos una que incluyera amenazas británicas de retomar hostilidades. Fue uno de los miembros del IRA anti-Tratado que ocuparon Four Courts en Dublín, en una acción que desencadenó el estallido de la guerra civil irlandesa. O'Malley fue nombrado asistente del Jefe del Estado Mayor de los anti-Tratado.
O'Malley se entregó al Ejército del Estado Libre tras la batalla de Dublín pero consiguió escapar y viajó a través de los Montes Wicklow hasta Blessington entonces en el Condado Wexford actualmente en Carlow. Esto fue una suerte, ya que cuatro de los otros jefes de Four Courts fueron ejecutados. Después, fue nombrado Comandante  de las fuerzas anti-Tratado en las provincias de Úlster y Leinster, y vivió clandestinamente en Dublín.
En agosto de 1922, O'Malley, Peadar O'Donnell y Joe McKelvey apoyaron el Programa de 10 Puntos para el IRA Antitratado elaborado por Liam Mellows, que marcaba un cambio de orientación hacia el comunismo, en un intento por granjearse el apoyo de la izquierda irlandesa, en contraste con las bases de los pro-Tratado, en su mayoría de orientación conservadora. El programa fue sometido a votación dentro de la Ejecutiva de los Anti-Tratado pero fue finalmente derrotado.
En octubre de 1922, viajó a Dundalk donde se entrevistó con Frank Aiken (comandante de la Cuarta División Del norte del Ejército Republicano irlandés) y Padraig Quinn  para revisar planes para un ataque para liberar a presos del IRA encarcelados en a prisión de Dundalk. Aunque los hombres de Aiken consiguieron liberar a los prisioneros, fueron incapaces de conservar Dundalk y se dispersaron después de la operación. Este tipo de incidentes frustraban a O'Malley, ante la estrategia defensiva de Liam Lynch, jefe de Estado Mayor del IRA anti-Tratado, que permitía a los  "Free Staters" (el Ejército del Estado Libre irlandés) recuperar posiciones para organizar la ocupación gradual de las zonas controladas por los "Irregulares". O'Malley expresó su visión en sus memorias The Singing Flame , según la cual los anti-Tratado deberían utilizar tácticas de guerra convencional en lugar de utilizar la guerra de guerrillas si lo que querían era ganar la guerra.
O'Malley fue capturado nuevamente después de un tiroteo con soldados del Estado Libre en casa de Nell Humphreys en 26 Ailesbury Rd, en Ballsbridge, Dublín el 4 de noviembre de 1922. O'Malley resultó gravemente herido, siendo alcanzado veinte veces (tres balas quedarían alojadas para siempre en su espalda). Un soldado del Estado Libre resultó muerto en el tiroteo.
Cuando O'Malley se recuperó de sus heridas, la Guerra Civil había concluido, y fue trasladado a la Cárcel de Mountjoy. Durante este periodo de encarcelamiento, inició una huelga de hambre de cuarenta y un días, en protesta por el continuo arresto de miembros del IRA tras el final de la guerra. Mientras aún estaba en la cárcel, fue elegido Teachta Dála (TD) por Sinn Féin para Dublín Norte en las elecciones de 1923. No concurrió a las elecciones de 27 de junio de 1927. Fue uno de los últimos prisioneros republicanos en ser liberados tras el fin de hostilidades.

## Vida literaria posterior
O'Malley regresó a la University College Dublín para continuar sus estudios médicos en 1926, y participó activamente en el club de senderismo y en sus sociedades Literarias e Históricas, pero abandonó Irlanda en 1928 sin graduarse. En 1928, visitó EE. UU. en representación de Éamon de Valera para recaudar fondos para el establecimiento de un nuevo periódico Republicano, The Irish Press.
Pasó los siguientes años de su vida viajando a lo largo y ancho de los Estados Unidos antes de llegar a Taos, Nuevo México en 1930, donde vivió entre los Nativos Americanos y comenzó a trabajar en lo que posteriormente sería el libro On Another Man's Wound. Entró en contacto con Mabel Dodge Luhan y su círculo artístico que incluía a figuras tales como D. H. Lawrence, Georgia O'Keeffe, Paul Strand, Ella Young y Aaron Copland.
Ese mismo año, viajó a México, donde estudió en la Universidad de las Artes de México y trabajó como profesor de instituto. Al haber expirardo su visado de EE. UU. cruzó el Río Grande y regresó a Taos donde  trabajó como profesor otra vez hasta 1932, cuando se desplazó a Nueva York, y donde conoció a Helen Hooker, una rica joven escultora y jugadora de tenis con la que se casaría posteriormente.
En 1934, le fue concedida una pensión por el gobierno del Fianna Fáil por su participación en la Guerra de la Independencia. Con ingresos estables, se casó con Helen Hooker en Londres el 27 de septiembre de 1935 y regresó a Irlanda. Los O'Malley tuvieron tres hijos y repartían su tiempo entre Dublín y Burrishoole, en el Condado de Mayo. Hooker y O'Malley se dedicaron a las artes, ella a la escultura, y él a la literatura. En 1936, On Another Man's Wound fue publicada con gran éxito de crítica y público. O'Malley permaneció en Irlanda durante La Emergencia, actuando como miembro de la Fuerza de Seguridad Local. Aun así, durante los años de guerra el matrimonio empezó a debilitarse.
Helen O'Malley comenzó a pasar cada vez más tiempo con su familia en los Estados Unidos y, en 1950, se llevó a dos de los tres hijos del matrimonio con ella para vivir en Colorado. El matrimonio se divorció en 1952.
El tercer hijo permaneció con su padre y asistió a una escuela en Inglaterra ya que, pese a su orientación política, O'Malley era un admirador del sistema educativo inglés.
A lo largo de su vida, O'Malley sufrió constantes problemas de salud derivados de las heridas y privaciones sufridos durante sus días de revolucionario. Recibió un funeral de estado tras su muerte en 1957. Una escultura de Manannán mac Lir, donada por la familia O'Malley fue erigida en el Mall en Castlebar, Condado de Mayo.

## Escritos
Las obras más conocidas de O'Malley son On Another Man's Wound, un relato de la Guerra de Independencia, y The Singing Flame, en la que cuenta su participación en la Guerra Civil. Raids and Rallies hablan del periodo en el que fue requerido por el Comando del IRA que mandaba Lynch para esconderse en secreto en la casa de Sheila Humphreys cercana de Ballsbridge. La casa fue asaltada el 4 de noviembre de 1922 y O'Malley fue arrestado. Permaneció internado en Mountjoy durante casi tres años antes de ser liberado gracias a las presiones ejercidas por De Valera. Los dos volúmenes fueron escritos durante el tiempo que O'Malley pasó en Nueva York, Nuevo México y Ciudad de México entre 1929 y 1932.
On Another Man's Wound fue publicada en Londres en 1936, aunque las siete páginas que detallan el arresto y el trato sufrido por O'Malley durante su encarcelamiento en el Castillo de Dublín fueron eliminadas. Una versión íntegra fue publicada en América un año más tarde bajo el título Army Without Banners: Adventures of an Irish VolunteerEjército. The New York Times lo describió cuando "un bello y conmovedor relato de una experiencia profundamente sentida" mientras el New York Herald Tribune dijo de él que era "un cuento de aventura heroica contado sin rencor o retórica."
En un artículo en The Irish Times en 1996, el escritor John McGahern describió On Another Man's Wound como "el trabajo clásico que ha emergido directamente de la violencia que llevó a la independencia", añadiendo que  "merece un lugar honroso y permanente en nuestra literatura."
Quizás reflejando su tema más polémico en Irlanda, The Singing Flame no fue publicado hasta 1978, muchos años después de la muerte de su autor. Escribió aún otra obra sobre el periodo revolucionario, Raids and Rallies, describiendo sus experiencias y las de otros combatientes. Este libro se basó en una larga serie larga de entrevistas que O'Malley realizó en los años 50 a antiguos miembros del IRA publicada como una serie en The Sunday Press entre 1955-56. Además, O'Malley escribió grandes volúmenes de poesía y contribuyó con sus escritos al magazine "The Bell", de su amigo Peadar O'Donnell.
Las extensas notas de O'Malley, compiladas durante su desempeño como oficial del IRA son una de las mejores fuentes primarias sobre el periodo revolucionario en Irlanda 1919-1923, desde la perspectiva republicana. En los años 30 y 40, O'Malley viajó por todo el país entrevistando a veteranos de la lucha republicana. Toda la documentación descansa ahora en los archivos de la University College Dublin, a quien fueron donados por el hijo de O'Malley, Cormac, en 1974. Cormac conserva el grueso de la correspondencia personal de su padre, poesía, y algunos manuscritos en su residencia de Nueva York. 
La documentación oficial de Ernie O'Malley sobre la revolución y la guerra civil fueron publicados en 2008, bajo el título, No Surrenders Here!. Sus trabajos autobiográficos sirvieron como inspiración para la película de Ken Loach El Viento que agita la Cebada, y el personaje de Damien está basado en parte en O'Malley.

### Escritos
- O'Malley, Ernie (1936). On Another Man's Wound.
- O'Malley, Ernie. The Singing Flame. (revised and expanded 2002)
- O'Malley, Ernie (1985). Raids and Rallies.
- O'Malley, Ernie (2004).  Cormac K.H. O'Malley & Anne Dolan, ed. No Surrender Here!: The Civil War Papers of Ernie O'Malley 1922–1924.